# Allocosa sennaris
Allocosa sennaris este o specie de păianjeni din genul Allocosa, familia Lycosidae, descrisă de Roewer, 1959.
Este endemică în Sudan. Conform Catalogue of Life specia Allocosa sennaris nu are subspecii cunoscute.